# John Hospers
John Hospers (Pella, 9 de junio de 1918 - Los Ángeles, California, 12 de junio de 2011) fue un filósofo estadounidense que escribió La Conducta Humana, libro del que se rescatan sus ideales sobre el egoísmo, el cual clasifica en dos ramas, el egoísmo psicológico y el egoísmo ético, y en 1971, escribió el libro Libertarianism - A Political Philosophy for Tomorrow (Libertarismo - Una filosofía política para el mañana), el cual describe la filosofía política y económica del Libertarismo.
Fue el primer candidato a la presidencia de Estados Unidos por el Partido Libertario (LP) en 1972, y en 1974 fue candidato a gobernador de California.

## Educación y carrera
Nacido en Pella, Iowa, Hospers se graduó en el Central College (Iowa), y obtuvo grados avanzados en la Universidad de Iowa y en la Universidad de Columbia. Condujo, investigó, escribió y enseñó en áreas de la filosofía, incluyendo estética y ética. Enseñó filosofía en el Brooklyn College y en la Universidad estatal de California, Los Ángeles, donde fue presidente del departamento de filosofía por varios años.
Hospers fue profesor Emérito de Filosofía en la Universidad del Sur de California.
En 2002, un video de una hora de duración acerca de la vida, trabajo y filosofía de Hospers, fue publicado por Liberty Fund de Indianápolis como parte de su serie de Clásicos de la Libertad.

## Trabajo
Los libros de Hospers incluyen: Meaning and Truth in the Arts (1946), Introductory Readings in Aesthetics (1969), Artistic Expression (1971), Law and the Market (1985), Introduction to Philosophical Analysis (ahora en su 4.ª edición, 1996), Human Conduct (ahora en su 3.ª edición, 1995), Understanding the Arts (1982), y Libertarianism – A Political Philosophy for Tomorrow (1971). Fue editor de tres antologías y ha colaborado en libros editados por otros. Fue el autor de aproximadamente de 150 artículos en varios periódicos escolares y populares.
Hospers fue editor de The Personalist (1968–1982), The Monist (1982–1992) y de Liberty magazine.

## Amistad con Ayn Rand
Durante el periodo en el que enseñó filosofía en el Brooklyn College, Hospers se interesó mucho en el objetivismo. Apareció en shows de radio con Ayn Rand, y dedicó una gran atención a sus ideas en su libro de texto de ética La Conducta Humana.
De acuerdo con la biógrafa de Rand, Barbara Branden, Hospers conoció a Rand cuando se dirigió a los estudiantes en el Brooklyn College. Se convirtieron en amigos, y tuvieron largas conversaciones sobre filosofía. Las conversaciones de Rand con Hospers contribuyeron a su decisión de escribir novelas de no ficción. Hospers leyó Atlas Shrugged, la cual consideró un triunfo estético. Hospers también se convenció de la validez de los puntos de vista sobre la moral y la política de Rand pero no estuvo de acuerdo en la epistemología, el objeto de su larga correspondencia. Rand terminó su amistad con Hospers después de que él criticara su discurso de «El arte del sentido de la vida» en la Sociedad Americana de Estética de Harvard. [cita requerida]

## Política
En las elecciones presidenciales de 1972, John Hospers y Tonie Nathan fueron candidatos presidencial y vicepresidencial respectivamente por el Partido Libertario (LP). El Partido Libertario estaba poco organizado, y Hospers y Nathan consiguieron estar en la boleta electoral en dos estados (Washington y Colorado), recibieron 8715 votos. Recibieron el voto electoral de Roger MacBride, un Republicano de Virginia, dando como resultado que Nathan se convirtiera en la primera mujer en recibir un voto electoral en las elecciones presidenciales de los Estados Unidos.
- Datos: Q1700500
- Multimedia: John Hospers / Q1700500